# Föreningen för nordisk konst
Föreningen för nordisk konst i Stockholm var en svensk konstförening.
Föreningen stiftades 1858 "i ändamål att sprida kärlek till bildande konst, särdeles i fosterländsk anda, uppmuntra konstnärliga anlag (genom inköp af konstalster, hvilka årligen utlottas bland ledamöterna) samt föranstalta offentliga utställningar af konstalster". Ledamöternas antal, som 1858 uppgick till 310, steg 1874 till 1 030 och 1875 till 1 420, vilken stora tillökning berodde därpå, att tillträde till föreningen vid denna tidpunkt fick en större utsträckning i landsorten. År 1881 uppgick det till 1 700. Årsavgiften utgjorde i början 7 kronor och 50 öre, med förpliktelse för ledamot, som vid utlottningen vunnit en tavla, att särskilt betala ramen; 1877, då detta villkor borttogs, höjdes årsavgiften till 10 kronor. Föreningen anordnade utställningar av Tobias Sergels handteckningar samt av målningar av Marcus Larson, av den tyske akvarellisten Karl Werner och av Johan Fredrik Höckert. Ar 1881 bortlottades 89 konstalster, uteslutande målningar, inköpta till ett pris av 11 270 kronor. Föreningens lokal var sedan 1880 i huset nummer 18 Hamngatan. År 1886 uppgick den i Sveriges allmänna konstförening.